# Berlintrilogin
Berlintrilogin kallas med ett gemensamt namn tre av David Bowies album som skapades i samarbete med Brian Eno på 1970-talet. De tre albumen är Low, "Heroes" och Lodger.
Namnet kommer sig av att de tre albumen delvis spelades in i Västberlin och i viss mån kan sägas följa en gemensam konstnärlig inriktning.